# L'ami des Arts
L’Ami des Arts, ou L’Ami des Arts livré à lui-même. Recherche et découvertes sur différents sujets nouveaux, é um livro de Hercule Florence, redigido entre 1837 e 1859 como compêndio ilustrado de sua vida e obra. Além da autobiografia do inventor e desenhista, o livro conta com descrições de suas pesquisas e invenções, tais como a poligrafia, papel inimitável, zoofonia e até mesmo a fotografia. É considerado um dos mais importantes manuscritos para a história da fotografia mundial.
Um dos trechos do livro descreve as primeiras impressões de Florence, recém chegado de Mônaco, sobre o Brasil e sua organização social em 1824:
| “ | Tudo me anunciava que estávamos no Novo Mundo: as pirogas que deslizavam ao redor da fragata, os negros, as frutas que eles traziam, tudo para mim era novo. Descemos à terra; e a primeira impressão que experimentei foi acompanhada de algo incômodo. Seria porventura um pressentimento? A vista desta população mesclada de brancos, negros e mulatos de todas as graduações me entristeceu um pouco. Atravessei o pequeno largo do Capim, onde se açoitava um negro amarrado ao pelourinho. Esta cena me revoltou, pois eu era bisonho quanto à escravidão. Mais adiante via a fachada de São Francisco de Paula, onde estava escrito em grandes letras: Charitas; e não pude deixar de maldizer um povo que afetava tanto a caridade e que açoitava os negros | ” |

A obra contém também o relato de Florence da Expedição Langsdorff, expedição científica realizada entre 1824 e 1829 que percorreu o interior do Brasil. Florence participou da expedição como artista, documentando em texto e imagem a fauna e flora brasileira, assim como as tribos indígenas locais. Seu relato contribuiu para a construção da iconografia paulista oitocentista.
O manuscrito de Florence foi editado e publicado pelo Instituto Hercule Florence em 2017, disponibilizando para download a transcrição e o fac-simile da obra.

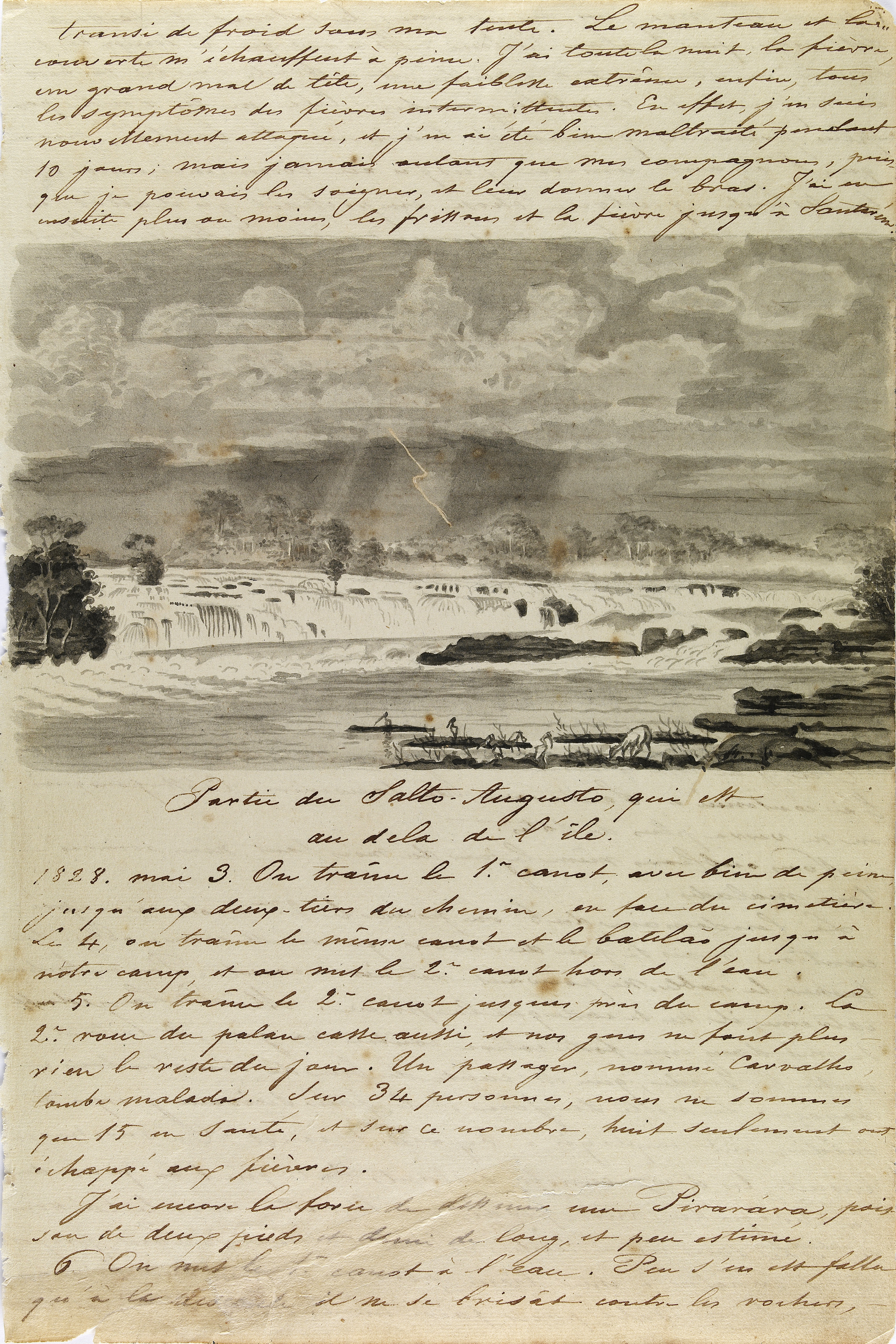
Página 389
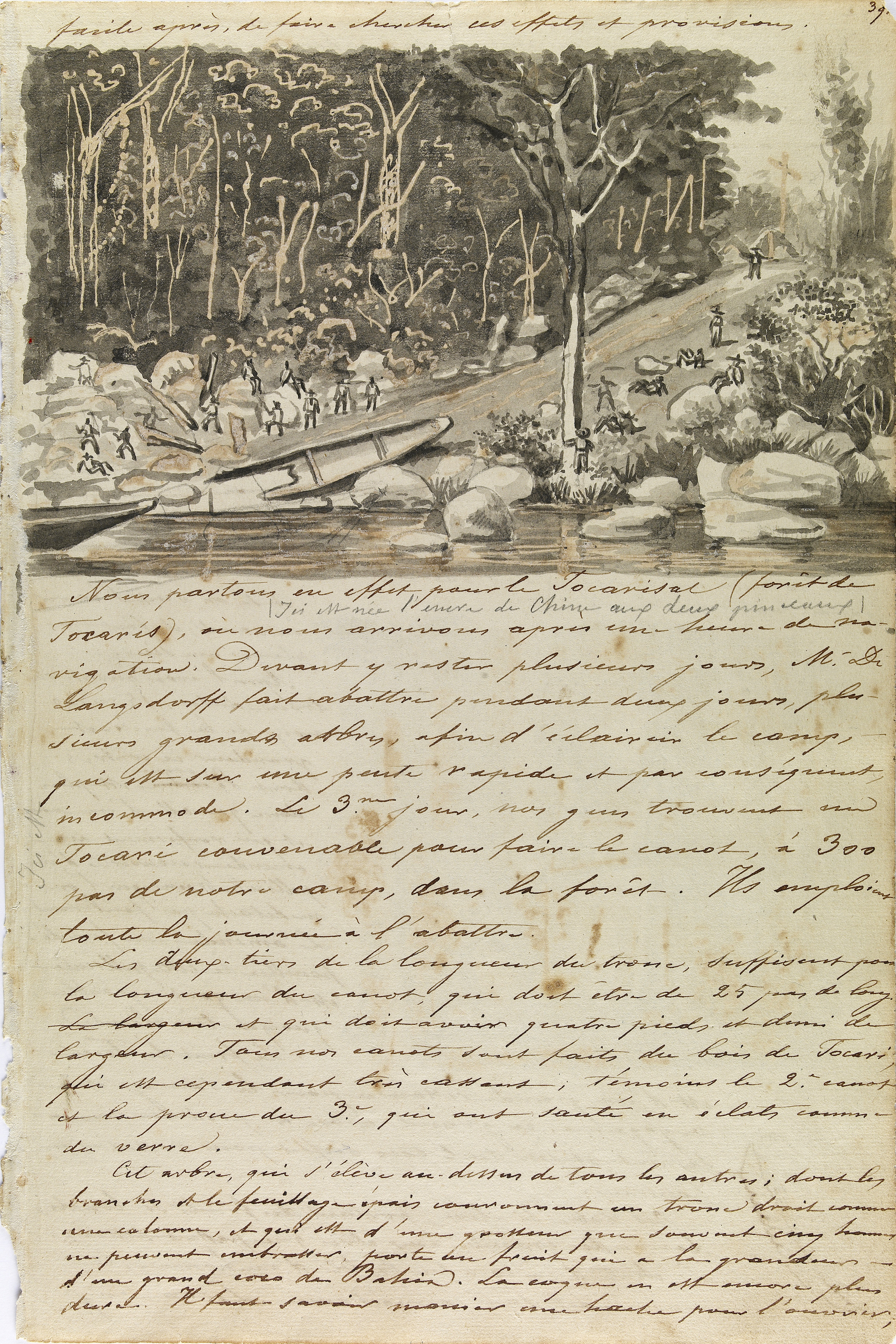
Página 391
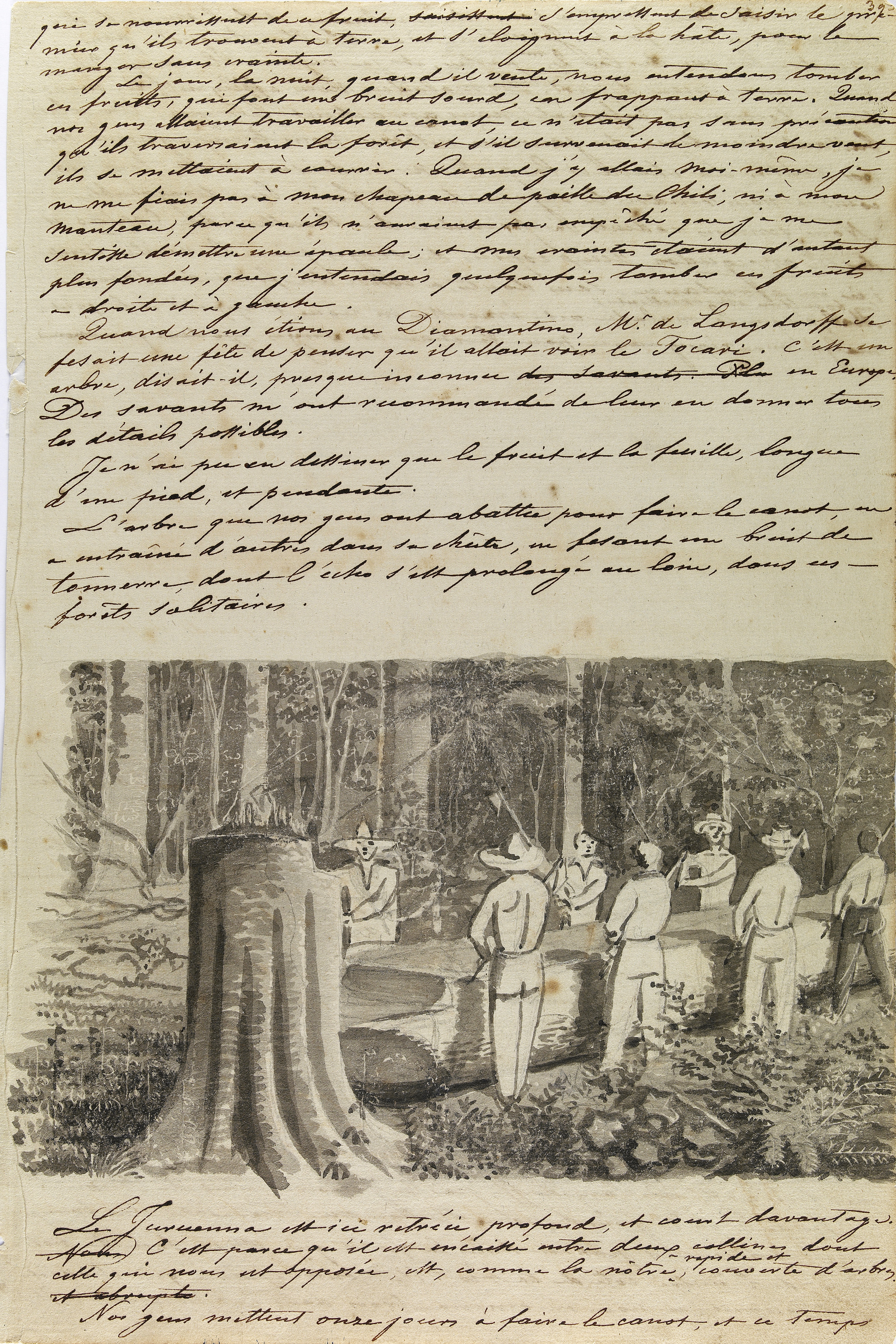
Página 393
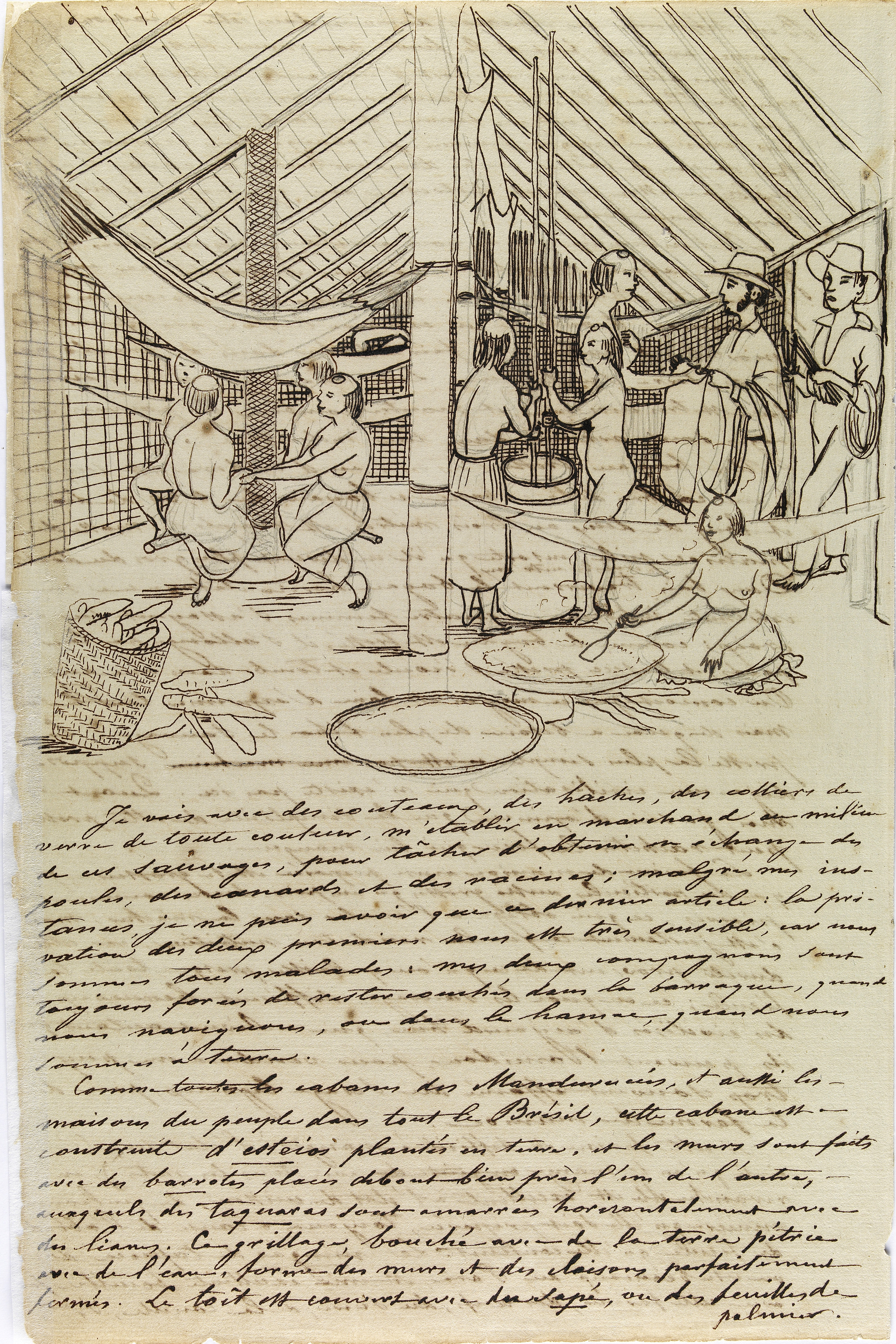
Página 404